# 富士市立青葉台小学校
富士市立青葉台小学校（ふじしりつあおばだいしょうがっこう）は、静岡県富士市一色にある公立小学校。
校地面積26,105m2（うち校舎面積5,958m2、屋体面積1,243m2）。

## 目標
学校教育目標
- 夢に向かって ともに伸びる 青葉の子

重点目標
- にこにこ わくわく

## 沿革
- 1998年 （平成10年）- 4月1日 - 富士市立青葉台小学校 開校
- 1998年 （平成10年）- 4月23日 - 落成・開校記念式典 挙行
- 1999年 （平成11年）- 3月20日 - 校章完成
- 2005年 （平成17年）- 1月19日 - 児童クラブ建物建設完了
- 2010年 （平成22年）- 3月28日 - 第二児童クラブ建物建設完了
- 2022年　(令和4年) -3月?日-元図工室に5組、第三児童クラブ開設

## 通学区域
- 木の宮町、西木の宮町、東木の宮、一色、 荻の原、茶の木平、青葉台南、高山、若松町1、3[3]

## 進学先中学校
- 富士市立吉原第二中学校[3]

## 生徒数・学級数・職員数
| 生徒数                  | 学級数 | 職員数 |
| ----------------------- | ------ | ------ |
| 523人                   | 20(2)  | 39人   |
| ※カッコ内は特別支援学級 |        |        |